# Lorenzo Reyes
Lorenzo Enrique „Lolo” Reyes Vicencio (ur. 13 czerwca 1991 w Talcahuano) – chilijski piłkarz występujący na pozycji defensywnego pomocnika, reprezentant Chile, od 2022 roku zawodnik Ñublense.

## Kariera klubowa
Reyes pochodzi z miasta Talcahuano i jest wychowankiem tamtejszego zespołu CD Huachipato, do którego seniorskiej drużyny został włączony jako siedemnastolatek i mimo młodego wieku od razu wywalczył sobie miejsce w pierwszym składzie. W chilijskiej Primera División zadebiutował 1 marca 2009 w wygranym 2:0 spotkaniu z Universidad Católica, natomiast premierowego gola strzelił 18 kwietnia tego samego roku w wygranej 3:1 konfrontacji z Deportes Iquique. W czerwcu 2013 roku podpisał kontrakt z hiszpańskim Betisem.

## Kariera reprezentacyjna
W 2011 roku Reyes znalazł się w składzie reprezentacji Chile U-20 na Młodzieżowe Mistrzostwa Ameryki Południowej. Pełnił wówczas funkcję podstawowego piłkarza kadry narodowej i rozegrał w niej dziewięć spotkań, zdobywając bramkę w wygranym 2:0 meczu z gospodarzami turnieju, Peru. Jego drużyna zdołała awansować do rundy finałowej, jednak wobec zajęcia w niej przedostatniego miejsca nie zakwalifikowała się na Mistrzostwa Świata U-20 w Kolumbii.
W seniorskiej reprezentacji Chile Reyes zadebiutował za kadencji argentyńskiego selekcjonera Claudio Borghiego, 21 grudnia 2011 w wygranym 3:2 meczu towarzyskim z Paragwajem.